# Scisma d'Occidente

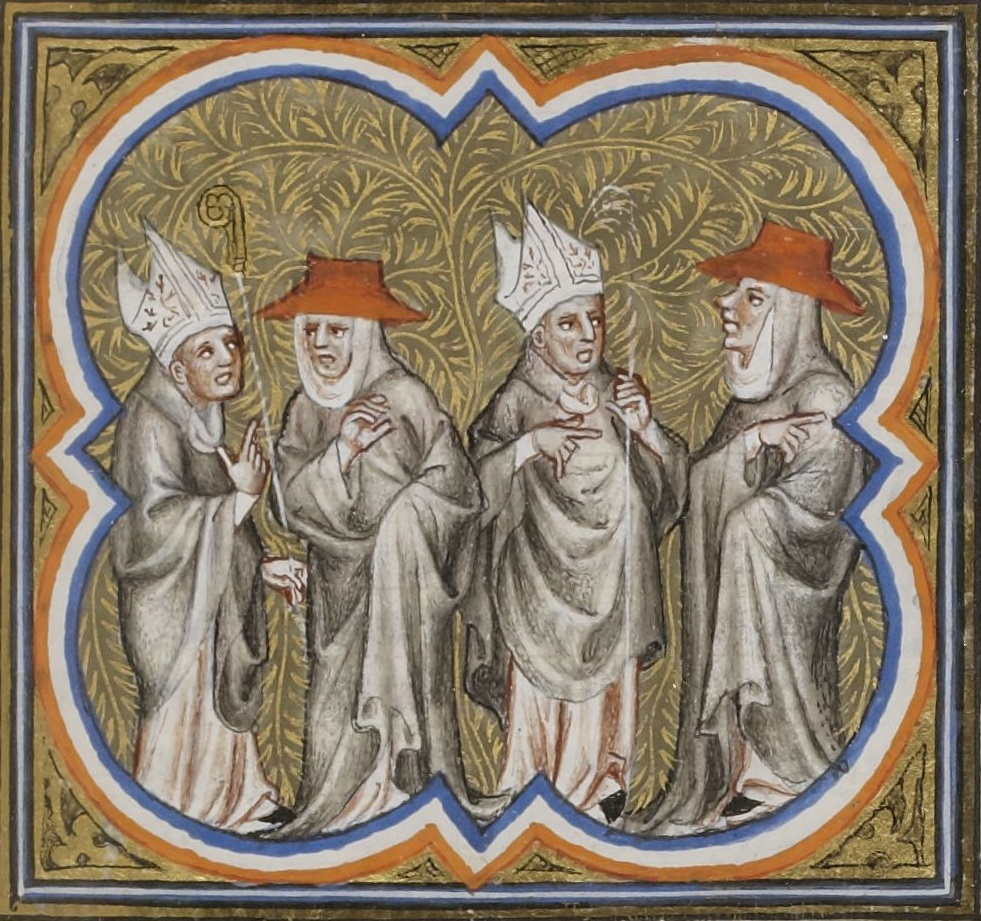
Miniatura del XV secolo da un manoscritto delle Cronache di Jean Froissart: nel 1377 la Chiesa si scinde in due "obbedienze" che lotteranno per quarant'anni l'una contro l'altra

Lo Scisma d'Occidente fu la crisi dell'autorità papale che per quarant'anni, dal 1378 al 1417, lacerò la Chiesa occidentale sulla scia dello scontro fra papi e antipapi per il controllo del soglio pontificio, dividendo l'Europa cristiana in due correnti rivali.
La crisi ebbe origine in un contesto di crisi e trasformazione dell'antico sistema feudale che non rispondeva più alle esigenze di una società in rapido cambiamento. La Chiesa romana aveva da tempo perso il ruolo culturale e sociale che l'aveva contraddistinta nei secoli precedenti e che l'aveva resa indispensabile per l'esercizio del potere. Sul piano politico il conflitto tra il re di Francia Filippo il Bello e papa Bonifacio VIII, contrapposti nel tentativo di affermarsi come poteri assoluti, si aggiungeva allo scontro in corso in Italia tra Papa e Imperatore che era sfociato nelle lotte tra Guelfi e Ghibellini.
Queste tensioni e conflitti portarono, nel 1309, i papi ad insediarsi ad Avignone. Ci vollero 70 anni prima che papa Gregorio XI facesse ritorno a Roma; il suo successore, Urbano VI, eletto al conclave del 1378, non fu ben visto dai cardinali francesi che, ritenendo illegittima la sua nomina, dopo cinque mesi elessero un antipapa, Clemente VII, dando inizio allo scisma con due contemporanee successioni pontificie. L'intera cristianità si divise sulle due obbedienze, chi al papa di Roma, chi al papa di Avignone (Clemente VII aveva trasferito lì la sua sede). Numerosi furono i tentativi di ricucire lo strappo: un concilio di Pisa, indetto nel 1409, con l'intenzione di deporre i due papi antagonisti ed eleggerne un nuovo, Alessandro V, peggiorò la situazione. Lo scisma fu ricomposto solo nel 1417 quando, a seguito del concilio di Costanza (1414-1418, convocato a Costanza su richiesta del re dei Romani, imperatore del Sacro Romano Impero, Sigismondo per porre fine allo scisma d'Occidente), la cristianità si trovò unita sotto la guida di un unico papa: Martino V.
Nonostante il concilio di Costanza non avesse negato l'autorità papale, questa ne uscì profondamente indebolita. La teoria del conciliarismo andò ad affermarsi a dispetto dell'assolutismo pontificio che era emerso nella riforma della Chiesa dell'XI secolo ai tempi di papi autoritari come Gregorio VII.

## Origini dello scisma

### Contesto storico e cattività avignonese

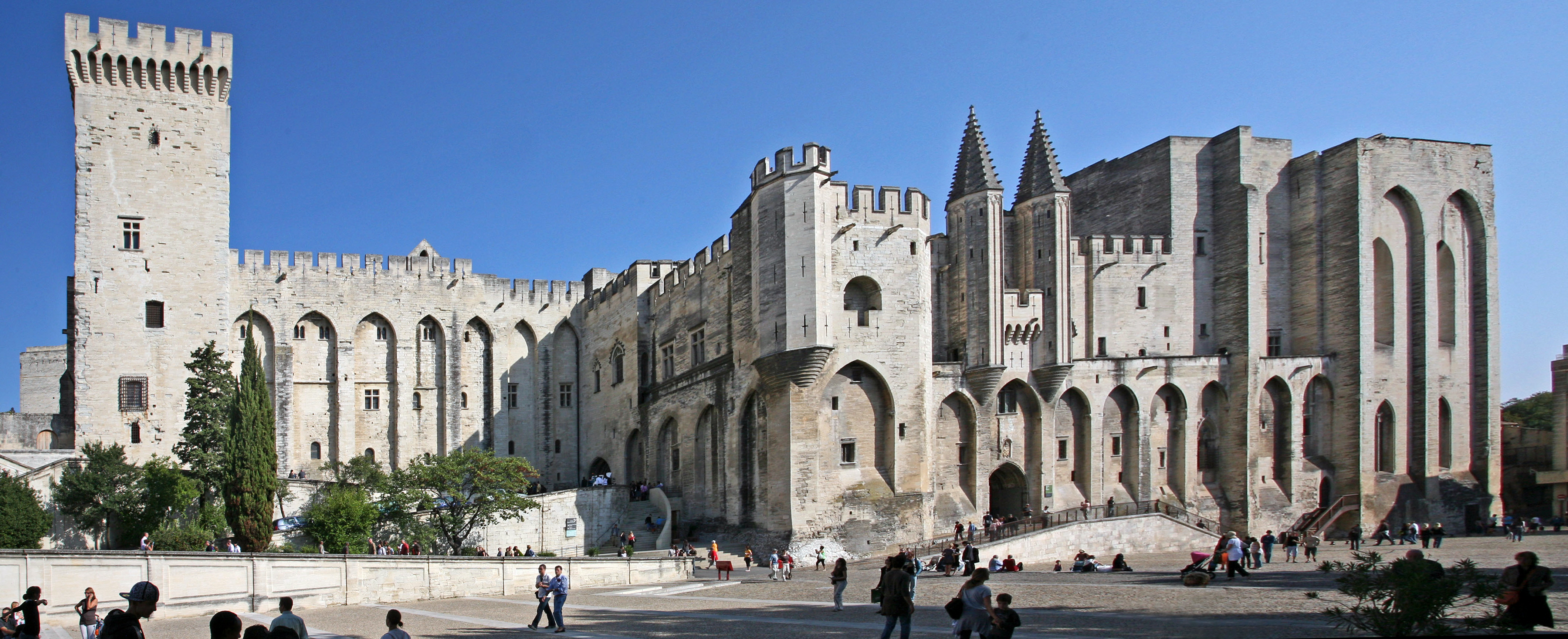
Il palazzo dei Papi ad Avignone

All'inizio del XIV secolo la popolazione del continente europeo stava attraversando un periodo, ormai lungo oltre due secoli, di grande sviluppo e prosperità, non solo in campo economico ma anche in quello sociale e culturale. Quei secoli videro un costante sviluppo demografico, l'ampliamento e la creazione di nuove città e uno straordinario aumento dei traffici in quantità e in qualità; la vita intellettuale rinacque dal XII secolo portando alla nascita delle università medievali e all'affermarsi della filosofia scolastica. Anche la chiesa cattolica fu coinvolta in tutto ciò e, dopo un iniziale periodo di riforma iniziato nell'XI secolo in cui non mancò un grave scontro con l'impero, trovò una sua affermazione arrivando all'apogeo nel XIII secolo sotto il pontificato di Innocenzo III.
Nei primi anni del Trecento andò a consumarsi un grave conflitto tra il potente re Filippo IV di Francia, detto il Bello, e il pontefice Bonifacio VIII, al secolo Benedetto Caetani, culminato nel celebre "schiaffo di Anagni" avvenuto l'8 settembre 1303. L'influenza di Filippo il Bello si distinse quando salì al soglio pontificio Clemente V, primo papa francese dall'elezione del 1119 di Callisto II. Il nuovo papa si trovò a dover governare una chiesa in una difficile crisi politica, tanto che, nella necessità sia di riaffermare l'indipendenza della Santa Sede sia di tenere strettissimi contatti con il sovrano francese, decise di non risiedere a Roma come era solito per i papi ma preferì, nel 1313, spostarsi da Poitiers (sotto il dominio di Filippo e dove risiedeva momentaneamente) ad Avignone, di proprietà dei d'Angiò. Iniziò così la cosiddetta “cattività avignonese” che, sebbene fosse considerata una situazione provvisoria, rappresentò un impoverimento del potere papale dopo l'apogeo a cui era giunto nel secolo precedente.

### Alla vigilia dello scisma: guerre in Italia e rientro del papa

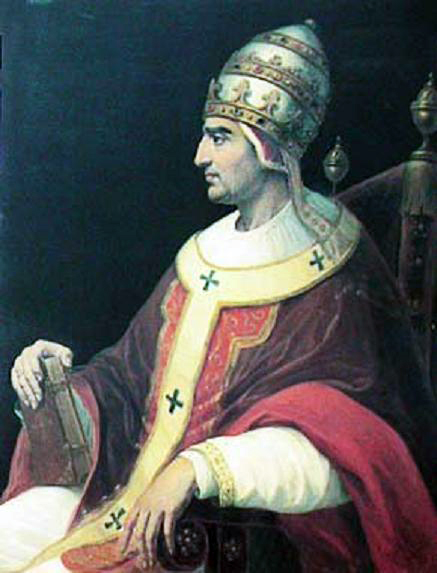
Papa Gregorio XI, riportò la sede papale a Roma

I successivi cinque papi che si susseguirono ad Avignone furono francesi e tendenzialmente vicini al re di Francia, come lo furono gran parte dei cardinali che nominarono i legati e i governatori delle province ecclesiastiche d'Italia. Ciò ebbe delle ripercussioni sfavorevoli sugli italiani abituati a ricevere benefici derivanti da tali uffici, dando origine ad un malcontento che venne amplificato dagli scontri tra i guelfi, sostenitori del papato e capeggiati dal re di Napoli angioino, e il partito ghibellino, rappresentato in particolare dalla potente famiglia Visconti. Tra il 1360 e il 1375 l'Italia settentrionale fu teatro di un susseguirsi di scontri tra queste due fazioni.
Nel 1370 papa Gregorio XI espresse il desiderio, già palesato dal suo predecessore, di riportare la sede papale a Roma e, in vista di ciò, i legati pontifici stavano riassoggettando i territori dello Stato Pontificio in vista di un imminente ritorno del papa a Roma da Avignone. In una tale situazione di instabilità, molte città-stato italiane pensarono di cogliere l'occasione per estendere le loro egemonie sui territori contesi.
Nel 1371 i signori di Milano Bernabò e Galeazzo II Visconti, in guerra contro gli Estensi, minacciarono i possedimenti della Chiesa insieme agli eserciti delle principali libere città della Toscana. Contro di loro si formò una coalizione a sostegno del papa sotto la guida di Nicolas Roger de Beaufort, Raimondo di Turenna e il celebre capitano di ventura Giovanni Acuto. Ebbe così inizio la cosiddetta "guerra degli Otto Santi".
Vedendo le proprietà della chiesa in grave pericolo, nel febbraio 1374 papa Gregorio XI, esortato anche dalle preghiere di Caterina da Siena e Brigida di Svezia nonché dalle richieste dell'imperatore Carlo IV di Lussemburgo, decise di riportare la sede papale a Roma. Nonostante le proteste del re di Francia e della maggioranza dei cardinali, il papa lasciò Avignone il 13 settembre 1376 per imbarcarsi a Marsiglia il 2 ottobre per l'Italia. Raggiunse il 6 dicembre Corneto dopo essere transitato da Genova. Rimase lì finché a Roma non furono presi gli accordi necessari per permettergli di esercitare il suo governo. Lasciata Corneto il 13 gennaio 1377, sbarcò ad Ostia il giorno successivo per poi risalire il Tevere verso il monastero di San Paolo, da dove fece il suo solenne ingresso a Roma il 17 gennaio 1377.
Il suo ritorno non fu comunque sufficiente a porre fine alle ostilità. La terribile strage di Cesena, voluta dal cardinale Roberto di Ginevra, futuro antipapa Clemente VII, alienò agli italiani ogni simpatia per il papato. Verso la fine di maggio 1377 le incessanti rivolte romane costrinsero Gregorio XI a trovare rifugio ad Anagni. Gravemente malato e sentendosi minacciato nel suo stesso palazzo, solo la morte gli impedì di tornare ad Avignone. Fatto straordinario, lasciò al camerlengo una bolla in cui menzionava raccomandazioni sulla sua successione. Morì a Roma il 27 marzo 1378 mentre a Sarzana si avviavano le trattative per un processo di pace, lasciando la Chiesa in una situazione incerta e pericolosa.

### Crisi del XIV secolo
Il XIV secolo si aprì anche con una grave crisi economica. Mutamenti climatici portarono alla grande carestia del 1315-1317 che mise un freno alla crescita demografica che aveva contraddistinto i decenni precedenti grazie al periodo caldo medievale. La situazione fu aggravata dallo scoppio nel 1337, tra regno di Francia e Regno di Inghilterra, della guerra dei cent'anni. Le precarie condizioni igieniche della popolazione, la malnutrizione e il frequente movimento di truppe, in particolare le compagnie di ventura, contribuirono alla diffusione della peste nera, che tra il 1347 e il 1350 decimò la popolazione europea, continuando a ripresentarsi anche negli anni successivi ad ondate con frequenza circa decennale. Tale fu il contesto storico che fece da sfondo allo Scisma d'Occidente

## Lo scisma
L'origine dello scisma è da ricercare nel trasferimento della sede apostolica da Avignone a Roma, voluta da papa Gregorio XI (Pierre Roger de Beaufort) nel 1377 dopo circa settant'anni di permanenza nella cittadina provenzale. Morto Gregorio l'anno successivo, il collegio cardinalizio, dominato da prelati francesi, si apprestò ad eleggere un nuovo papa transalpino. I romani si sollevarono con l'obiettivo di scongiurare tale evento, poiché temevano che un nuovo papa francese avrebbe potuto disporre il ritorno ad Avignone. Il popolo reclamò a gran voce la scelta di un papa gradito, gridando nelle piazze Romano lo volemo, o almanco italiano ("Romano lo vogliamo o, almeno, italiano").

### Inizio dello scisma: la crisi del 1378

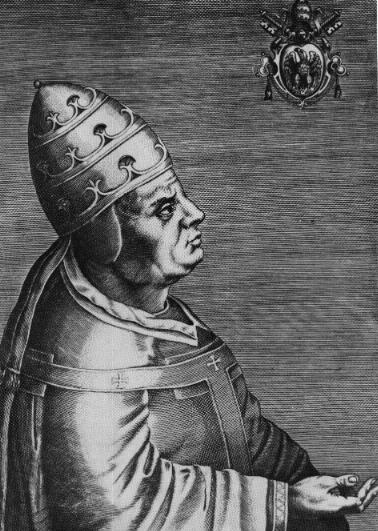
Papa Urbano VI, eletto nel conclave del 1378

A settant'anni dalla partenza del sovrano pontefice per Avignone, Roma accolse in un clima febbrile l'apertura del conclave con cui si sarebbe eletto il successore di Gregorio XI. Il popolo, nel timore di non poter avere nemmeno questa volta un papa romano o almeno italiano, dette inizio ad alcuni disordini. Il conclave del 1378 si aprì ufficialmente l'8 aprile 1378 e i cardinali, intimiditi dalle pressioni del popolo, elessero precipitosamente l'arcivescovo di Bari, Bartolomeo Prignano, noto per la sua apparente moderazione. Il 15 ottobre seguente Bartolomeo ricevette la tiara e assunse il nome pontificale di Urbano VI. Già valente e rispettato amministratore della Cancelleria Apostolica ad Avignone, Urbano, da papa, si dimostrò severo e esigente. Fin da subito si scontrò con alcuni dei cardinali rimasti ad Avignone mettendo in luce una volontà riformista, talvolta brutale, insospettata fino a quel momento. Cercò di imporre al collegio cardinalizio una vita conforme all'ideale evangelico, chiedendo loro di rinunciare ai compensi e di investire nella restaurazione della Chiesa.

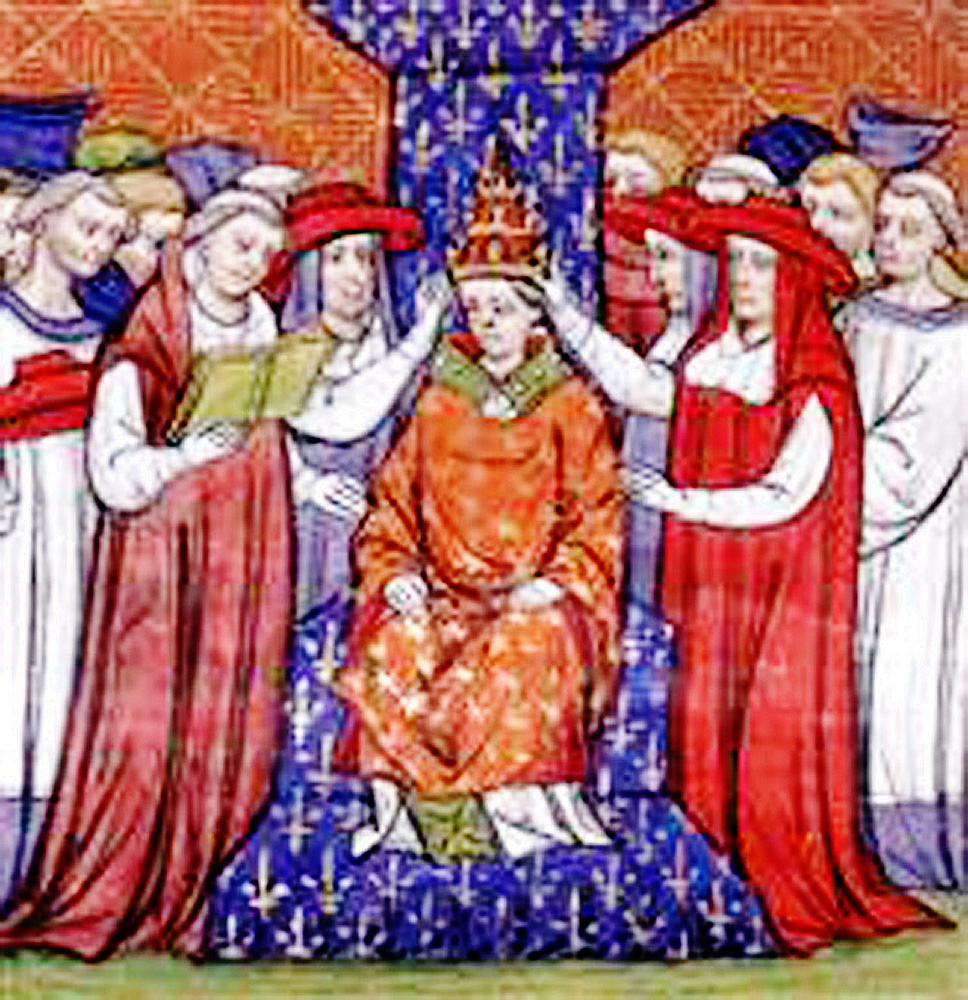
Intronizzazione dell'Antipapa Clemente VII

Alcuni cardinali, in particolare quelli francesi, che si erano riuniti ad Anagni per congiurare contro il papa (qualcuno di essi propose anche la cattura e sostituzione del nuovo pontefice), abbandonarono Roma e si riunirono in una città situata oltre il confine dello Stato, Fondi, sotto la protezione del conte Onorato I Caetani. Il 20 settembre di quello stesso anno, dopo appena cinque mesi, i cardinali "scismatici" elessero papa il cardinale Roberto di Ginevra, che prese il nome di Clemente VII. La decisione di eleggere un nuovo papa, secondo il papa di Roma, era motivata dal fatto che taluni cardinali avrebbero preferito un altro pontefice più vicino alle loro idee politiche. Dichiararono quindi invalida l'elezione di Urbano VI, sostenendo la dipendenza del conclave da pressioni esterne e da paura della folla romana. Dopo qualche tempo, l'antipapa Clemente VII ristabilì la propria corte ad Avignone, in opposizione alla sede romana di Urbano VI; quest'ultimo, nel frattempo, aveva già nominato ventinove nuovi cardinali, di cui venti italiani. Con due pontefici in carica, la Chiesa occidentale fu spezzata in due corpi autocefali e la stessa comunità dei fedeli risultò divisa fra "obbedienza romana" e "obbedienza avignonese". Lo scisma era iniziato.
Rispetto ai conflitti tra pontefici rivali del passato, che pure avevano dilaniato più volte la Chiesa, la rottura del 1378 presentava aspetti molto più gravi e preoccupanti. Non si trattava di papi e antipapi nominati da fazioni rivali, ma di pontefici eletti in apparente legittimità da coloro che soli ne avevano il potere: i cardinali.

### Diffusione dello scisma

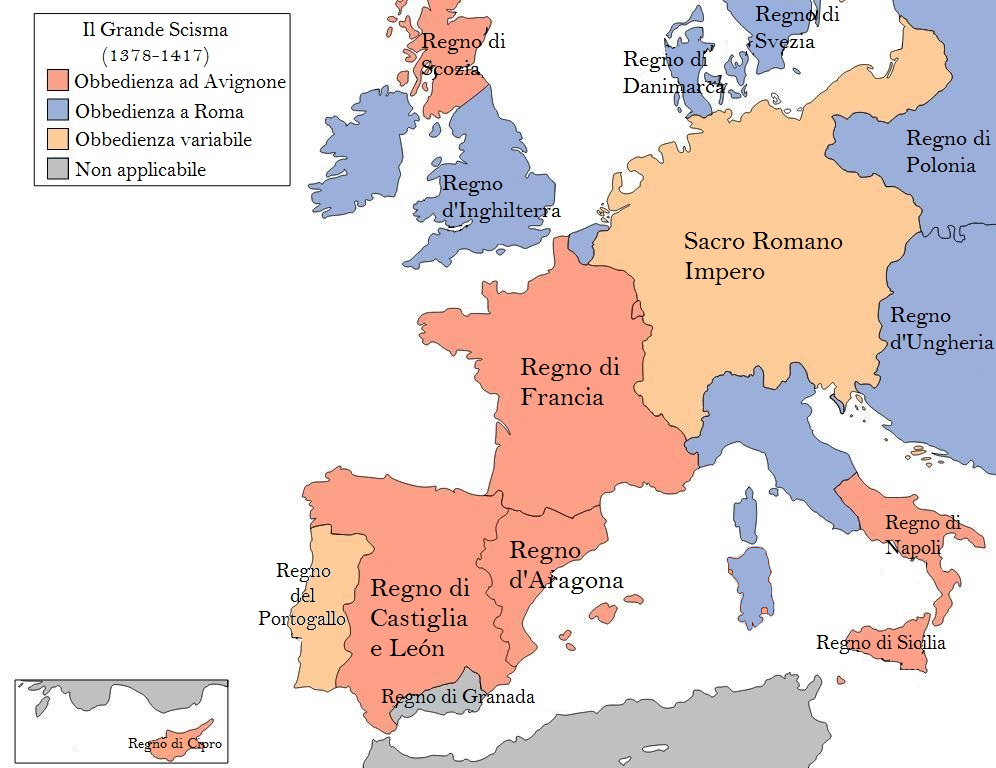
Mappa che mostra lo Scisma d'Occidente

Fu così che la cristianità d'occidente si ritrovò con due papi, entrambi con il proprio collegio cardinalizio ed entrambi convinti della propria legittimità, che si scomunicarono a vicenda. Ne risultò una profonda spaccatura nella società del tempo, tra coloro che scelsero di obbedire ad Urbano VI, il papa di Roma, e coloro che invece riconobbero papa Clemente VII, che nel frattempo aveva stabilito la sua sede ad Avignone.
Da questione puramente ecclesiastica, il conflitto si trasformò ben presto in una crisi politica di dimensioni continentali, tale da orientare alleanze e scelte diplomatiche in virtù del riconoscimento che i sovrani europei tributarono all'uno o all'altro pontefice a prescindere dalle valutazioni sulla correttezza delle loro pretese. A ciò contribuì, indubbiamente, anche la presa di posizione a favore dell'uno o dell'altro degli schieramenti che si stavano affrontando nella guerra dei cent'anni, in quel momento in corso. All'obbedienza avignonese si allinearono i regni di Francia, Aragona, Castiglia, Cipro, Borgogna, Napoli, Scozia, Sicilia e il Ducato di Savoia; restarono invece fedeli a Roma i regni d'Inghilterra, Portogallo, Danimarca, Norvegia, Svezia, Polonia, Ungheria, l'Irlanda, gli Stati italiani e le Fiandre. Nei domini imperiali e nei territori dell'Ordine teutonico, ufficialmente obbedienti a Roma, si registrarono oscillazioni a livello locale.
I territori dell'attuale Svizzera furono particolarmente interessati a causa della sua posizione tra i due schieramenti, situazione resa ancora più incerta per via della sua frammentazione politica. Nella maggior parte delle diocesi svizzere, vi furono due vescovi di obbedienza opposta. I regni spagnoli rimasero neutrali fino al 1381, poi si schierarono, dopo un attento dibattito, con il partito di Clemente. L'imperatore Carlo IV di Lussemburgo decise di sostenere Urbano VI in cambio della sua conferma dell'elezione del figlio Venceslao ad imperatore. Il dilemma provocato dallo scisma coinvolse anche grandi personalità religiose, quali i futuri santi Caterina da Siena, schierata dalla parte di Urbano VI, e Vicente Ferrer, sostenitore di Clemente VII.
La situazione andò ben presto in stallo in quanto nessuno dei due pontefici fu in grado, per capacità o per carisma, di conquistare i sostenitori dell'altro. Le curie papali di Roma e Avignone continuarono ad agire con pretesa di legittimità anche oltre i pontificati dei due primi contendenti, eleggendone i successori e perpetuando così lo scisma. Nel 1389, alla morte di Urbano VI, i cardinali romani elevarono al soglio pontificio Pietro Tomacelli, che assunse il nome di Bonifacio IX, mentre ad Avignone, scomparso Clemente, fu eletto nel 1394 Pedro Martínez de Luna, papa Benedetto XIII.

### 1394-1414, tentativi di risoluzione della crisi

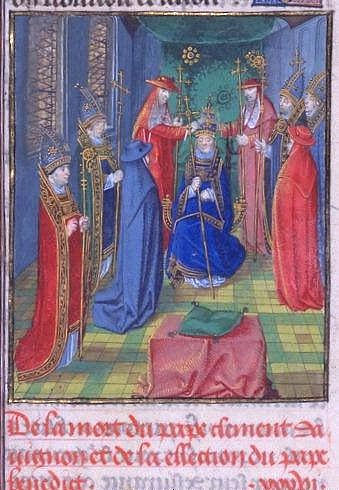
La consacrazione dell'antipapa Benedetto XIII, al secolo Pedro de Luna

Nel 1394 erano passati più di quindici anni da quando due papi rivali si trovarono a capo della cristianità. In quello stesso anno ad Avignone era morto Clemente VII e a lui era succeduto il cardinale Pedro de Luna con il nome di Benedetto XIII mantenendo il sostegno di Francia, Castiglia, Aragona, Scozia, Bretagna, Savoia e regno di Cipro. A Roma, invece, sedeva Bonifacio IX, subentrato ad Urbano VI nel 1390, a sua volta sostenuto da Venezia, Inghilterra, Germania, Polonia, Portogallo e Ungheria.
Lo scisma era sempre più vissuto dolorosamente dai fedeli, dai laici e dai prelati; di fronte alla confusione si alzarono voci in tutta Europa da parte di studiosi, mistici e profeti, principi e autorità ecclesiali. Gli ambienti colti dell'Europa cattolica, teologi ed eruditi delle principali università del tempo vennero chiamati a ipotizzare soluzioni adeguate al problema, che rischiava ormai di delegittimare la funzione stessa del papato e gettare la cristianità occidentale nel caos. Dopo un'iniziale sostegno al papa di Avignone, i teologi parigini Pierre d'Ailly e Jean Gerson e Francesco Zabarella dell'università di Padova, proposero la convocazione di un concilio ecumenico in cui sarebbe stata demandata la decisione su quale papa fosse legittimamente eletto tra i due che allora si contendevano la cattedra di Pietro. Tale soluzione, che implicava il riconoscimento di una autorità del concilio superiore a quella del pontefice, si basava in gran parte sul pensiero del filosofo Guglielmo di Occam ed è conosciuta come "tesi conciliare" (o conciliarismo). Stando a questa dottrina, dunque, un concilio possedeva l'autorevolezza per sollevare un papa considerato eretico o scismatico. Vi erano ulteriori punti di vista riguardanti su chi dovesse convocare il concilio tra il papa o i cardinali. I due contendenti alla cattedra di Pietro tuttavia si opposero energicamente a tale soluzione, non potendo accettare che si attribuisse a un concilio un potere superiore a quello del papa.

#### Fallimento della sottrazione dell'obbedienza

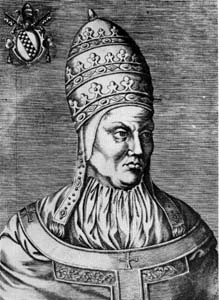
Bonifacio IX, papa a Roma successore nel 1390 ad Urbano VI

Fu Filippo II di Borgogna, reggente di Francia dopo la follia del re Carlo VI, a chiedere ufficialmente all'Università di Parigi di consigliargli gli strumenti per porre fine allo scisma. Dopo diversi mesi di riflessione, gli vennero presentate tre possibili soluzioni: il percorso di compromesso, in cui si sarebbe dovuto lasciare che fossero gli stessi pontefici a porre fine allo scisma; la via della rimozione, che prevedeva la destituzione contemporanea dei due pontefici e l'elezione di uno nuovo; o la convocazione di un concilio con lo scopo di risolvere la questione (dottrina del conciliarismo).
Nel febbraio 1395 il Conseil du Roi si pronunciò a favore della via della rimozione. Tuttavia, né Benedetto XIII né Bonifacio IX, accettarono di dimettersi e quindi si pensò di obbligarli ricorrendo ad una "sottrazione di obbedienza". Tra l'Università di Parigi e la Santa Sede le posizioni andarono così a deteriorarsi. Nel 1398 un sinodo nazionale dei vescovi tenutosi a Parigi votò un'ordinanza che ritirava i profitti ecclesiastici e le tasse al Papa a beneficio del Re di Francia. In altre parole, la Chiesa di Francia si sarebbe governata autonomamente e il re avrebbe legiferato in materia religiosa mentre al papa di Avignone veniva riconosciuta la sola autorità spirituale. Questa posizione della Francia venne presto imitata da Sicilia, Castiglia e Navarra.
Risoluto, Benedetto XIII rifiutò di piegarsi, benché privato delle risorse economiche. Assediato nella sua cittadella per diversi mesi, riuscì a fuggire nel 1403 e a rifugiarsi presso il conte di Provenza, Luigi II d'Angiò fin dall'inizio oppositore della sottrazione dell'obbedienza.
Alla fine, il tentativo di imporre la sottrazione dell'obbedienza, si rivelò un fallimento. Diversi vescovi iniziarono a lamentarsi, soprattutto quando il governo francese iniziò a tassare le entrate delle parrocchie. Il 29 aprile 1403, la Castiglia ripristinò la sua obbedienza al pontefice, seguita il 28 maggio dalla Francia. Nemmeno le trattative diplomatiche ebbero gli esiti sperati: i pontefici di Roma e Avignone mantennero le loro posizioni. Per ringraziare Luigi II per il suo sostegno, il Papa gli offrì 50 000 franchi (a scapito della tassazione imposta ai chierici), che ebbe l'effetto di contrapporsi all'Università e rafforzare il partito dei Borgognoni.

#### Il Concilio di Pisa 1409

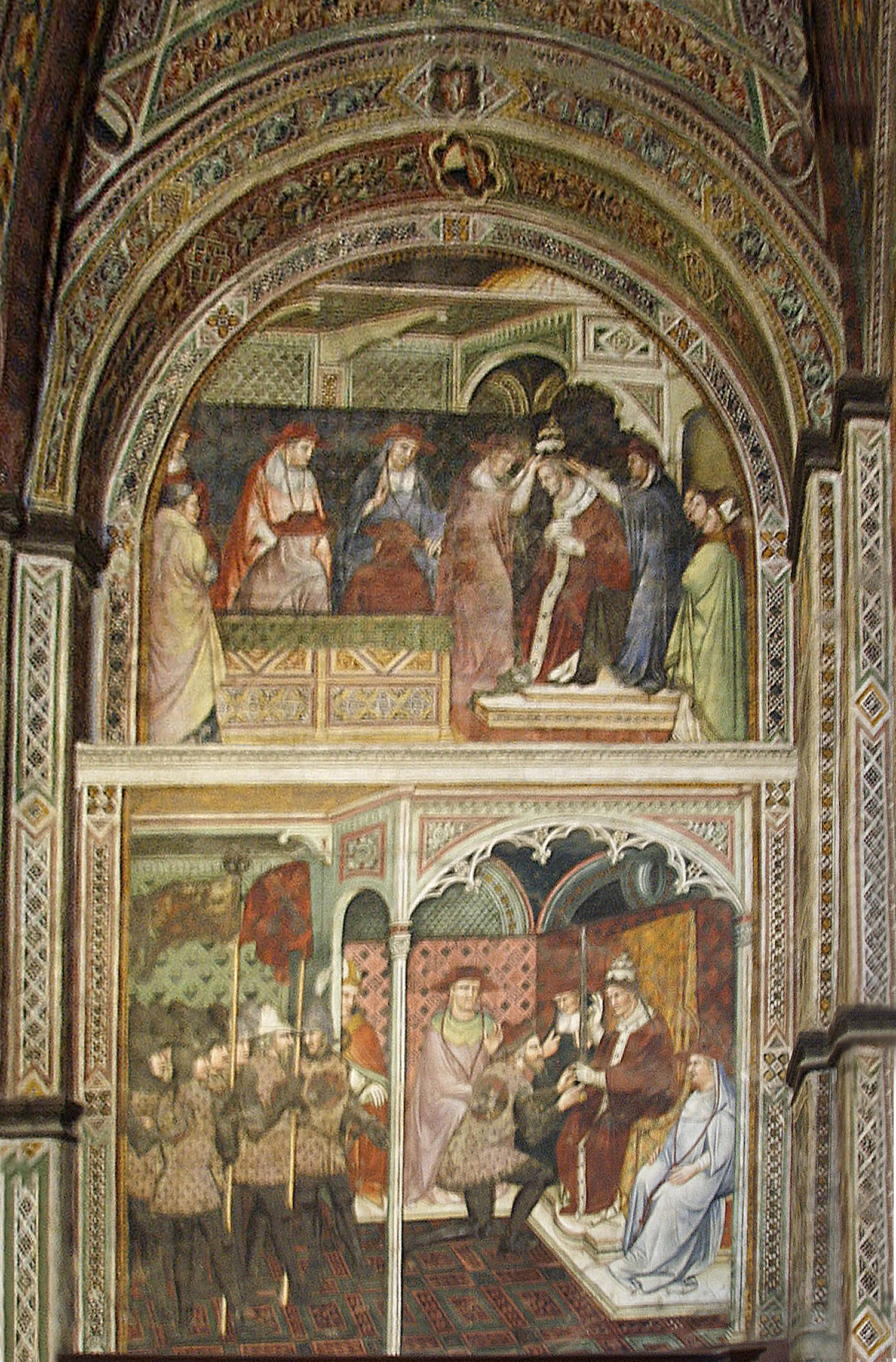
Affreschi in onore della visita di papa Gregorio XII a Siena, Storie di papa Alessandro III nella "sala del Mappamondo del Palazzo Pubblico, di Spinello Aretino.

Uno spiraglio sembrò aprirsi nel 1404, quando alla morte di Bonifacio IX i cardinali del conclave si dissero disposti ad astenersi dall'eleggere un successore qualora Benedetto avesse accettato di dimettersi. Di fronte al rifiuto del papa avignonese, i cardinali romani procedettero all'elezione e la scelta cadde su Cosimo de' Migliorati, papa col nome di Innocenzo VII. Due anni dopo, nel 1406, gli successe il cardinale Angelo Correr (Gregorio XII)
La Chiesa si trovò, quindi, ad un punto in cui non riusciva a risolvere la situazione di due pontefici, non potendo legittimamente deporre nessuno dei due. Alcuni cardinali unionisti scelsero la via del conciliarismo per porre fine allo scisma. Resero, pertanto, noto per lettera il loro desiderio di convocare un concilio per la primavera del 1409. Successivamente impiegarono grandi sforzi per ottenere il maggior numero di partecipanti possibile al loro progetto, facendo arrivare gli inviti fino all'impero bizantino. L'impresa venne coronata da successo, poiché ben 500 rappresentanti delle due obbedienze si incontrano nel Comune di Pisa dal 25 marzo al 7 agosto.

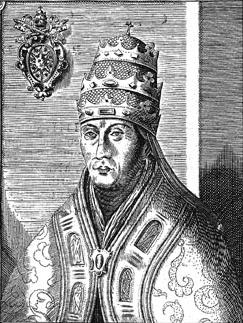
Alessandro V, eletto in occasione del Concilio di Pisa

Durante i lavori venne presa la decisione di deporre i due papi e di eleggerne uno nuovo. Così, il 5 giugno venne pronunciata la sentenza di deposizione dei due papi, dichiarati eretici e scismatici, mentre il 26 giugno si procedette con l'elezione di un nuovo pontefice, che salì al trono papale col nome di Alessandro V. Tuttavia anche questa soluzione naufragò quando i due papi rivali scomunicarono i cardinali elettori. Quello che avrebbe dovuto essere l'atto finale di uno scisma che da trent'anni lacerava la comunità cattolica finì invece col complicare ulteriormente la situazione: Benedetto e Gregorio, sostenuti da larghi strati del mondo ecclesiastico, dichiararono illegittimo il concilio e si rifiutarono di deporre la carica, cosicché da due i papi contendenti divennero tre.
Nel 1410 la cristianità si ritrovò così divisa in tre obbedienze: quella a Giovanni XXIII (papa di Pisa, successore di Alessandro V, nel frattempo morto), che comprendeva Francia, Inghilterra, Polonia, Ungheria, Portogallo, i regni settentrionali, con parte della Germania e della Francia e l'Italia; quella a Benedetto XIII (papa ad Avignone), composta dai regni di Castiglia, Aragona, Navarra, Scozia, Ducato di Bretagna, le isole di Corsica e Sardegna, le contee di Foix e di Armagnac; quella a Gregorio XII (papa a Roma), che conserva in Italia diverse città del regno di Napoli e di tutta la Romagna, in Germania la Baviera, il Palatinato Renano, il Ducato di Brunswick-Lüneburg, il Langraviato d'Assia, l'Elettorato di Treviri, parte degli Elettorati di Magonza e di Colonia, i vescovati di Worms, di Spira e di Werden.

### Ricomposizione dello scisma

#### Il Concilio di Costanza (1414 - 1418)

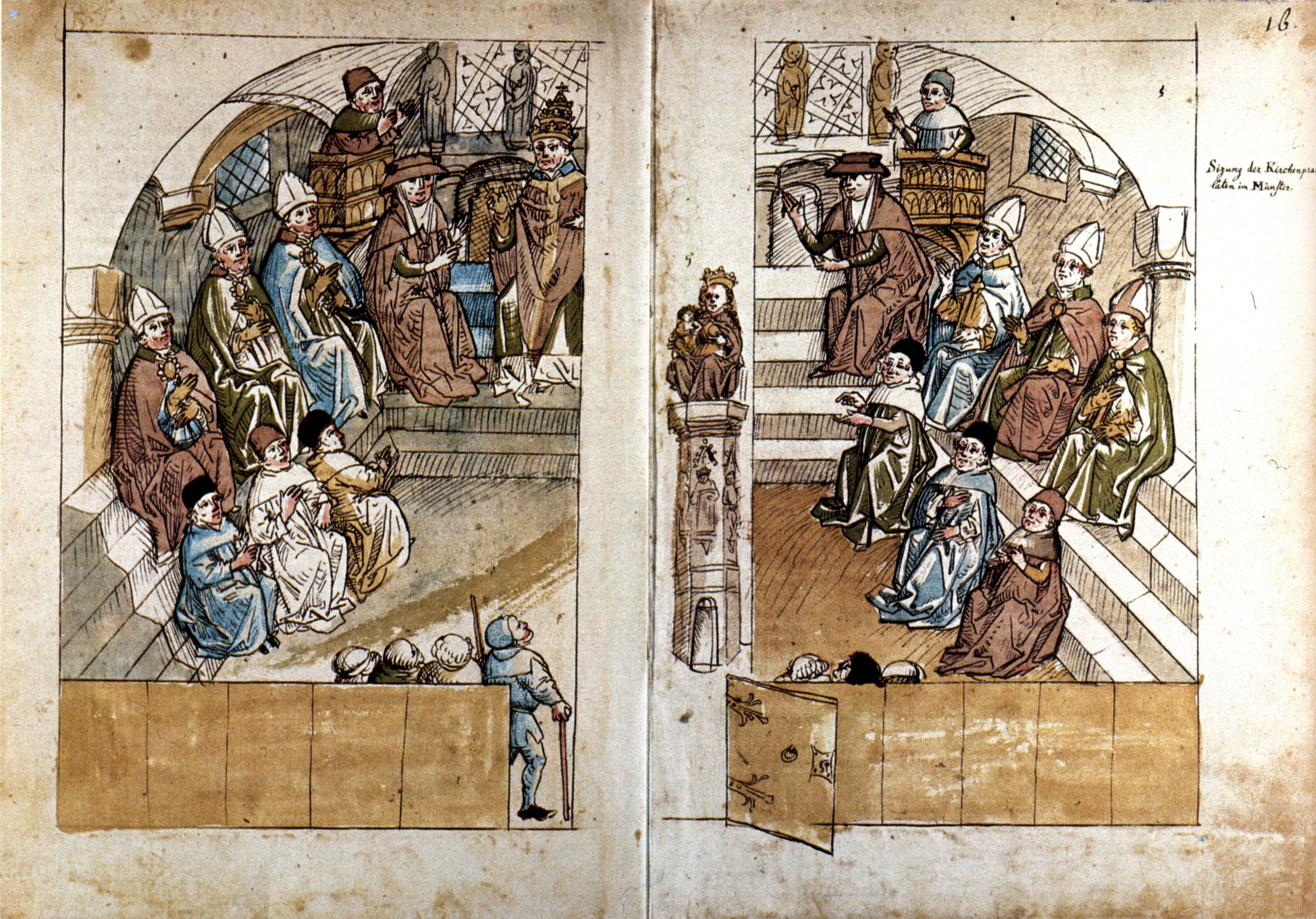
Raffigurazione del concilio di Costanza

La soluzione della crisi fu possibile soltanto qualche anno dopo, quando il nuovo pontefice pisano Giovanni XXIII, succeduto nel frattempo ad Alessandro V, si era messo sotto la protezione dell'imperatore Sigismondo di Lussemburgo. Questi convocarono un concilio generale a Costanza per il 1º novembre 1414, con diversi scopi dichiarati: il ricomponimento dello scisma e il ricongiungimento dei fedeli sotto un unico pontefice, la riforma della Chiesa e la conferma della fede contro le eresie di John Wyclif, Jan Hus e Girolamo da Praga. Sigismondo emanò un editto con cui si invitava a partecipare al concilio tutti i principi e l'imperatore bizantino Manuele II Paleologo. Nei quattro anni in cui si svolsero i lavori, la città di Costanza vide la sua popolazione più che quadruplicarsi e divenne, per un certo tempo, la nuova capitale del mondo cristiano.
Presieduto dal cardinale Jean Allarmet de Brogny, il concilio di Costanza chiuse i lavori soltanto nel 1418 quando tutte le questioni che minacciavano la stabilità della Chiesa furono adeguatamente discusse e superate. I membri del concilio ricorsero al conciliarismo per porre fine alla crisi. Forte del sostegno imperiale, l'assemblea proclamò la sua superiorità sul papa: "Questo sinodo, legittimamente riunito nel nome dello Spirito Santo, formando un'assemblea generale in rappresentanza della Chiesa cattolica militante, trae immediatamente il suo potere da Gesù Cristo, al quale ogni persona di qualunque Stato, di qualunque dignità, anche papale, è tenuto ad obbedire, riguardo all'estinzione ed estirpazione di detto scisma (Obedire tenetur in his quæ rilevanti ad fidem et extirpationem dicti schismatis). Affermata, così, l'autorità del concilio, i padri conciliari dichiararono antipapi Giovanni XXIII e Benedetto XIII. Gregorio XII, per il bene della Chiesa e accettando l'autorità del concilio, preferì dimettersi spontaneamente.

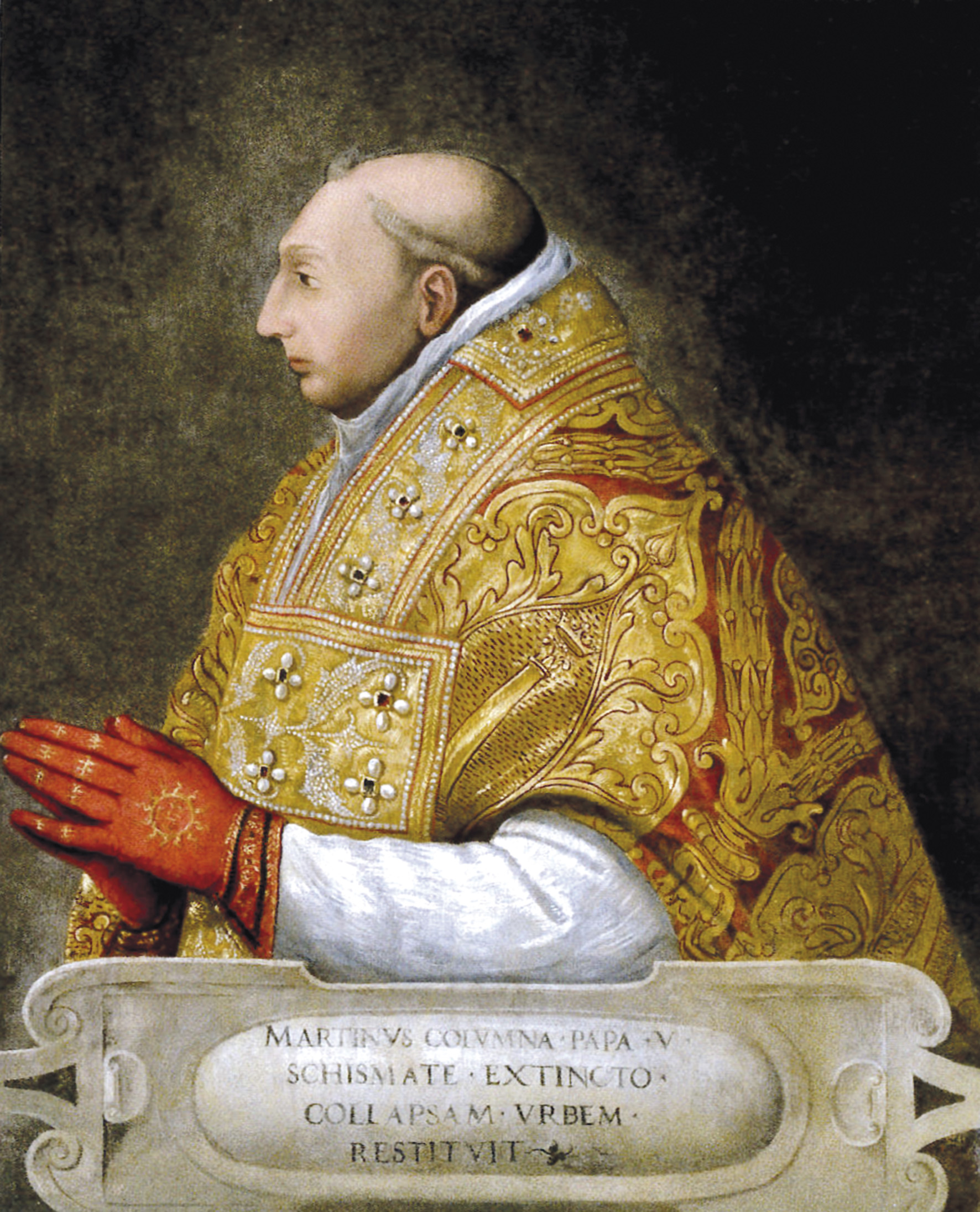
Papa Martino V

L'11 novembre 1417 venne eletto, quasi all'unanimità, il cardinale Oddone Colonna, che assunse il nome di Martino V, a seguito di un breve conclave allargato per l'occasione: il collegio cardinalizio di tutte le obbedienze, rafforzato da sei deputati di ogni nazione del concilio: Francia, Inghilterra, Germania, Italia, Spagna. Martino V annunciò in anticipo che non avrebbe messo in discussione le nomine di cardinali fatte dagli altri due antipapi (che, da allora, furono riconosciuti come papi legittimi nelle rispettive obbedienze fino alla data di elezione di Martino V), guadagnando così consenso. Il concilio di Costanza non negò l'autorità papale e fu profondamente cosciente dell'importanza vitale del supremo pontefice per la Chiesa («Quanto più il papa rifulge tra tutti i mortali per la sua altissima potestà»).
L'elezione di Martino V rappresentò la definitiva ricomposizione dello Scisma d'Occidente: Roma fu ripristinata quale sede naturale della cattedra apostolica e Avignone chiuse la sua esperienza di centro della Cristianità.
Attualmente, nel novero dei papi ufficiali, la linea di successione pontificia riconosciuta dalla Chiesa cattolica è quella romana: Urbano VI, Bonifacio IX, Innocenzo VII, Gregorio XII e Martino V sono considerati papi; Clemente VII, Benedetto XIII, Alessandro V e Giovanni XXIII sono invece da considerarsi antipapi.

#### Rivendicazioni successive

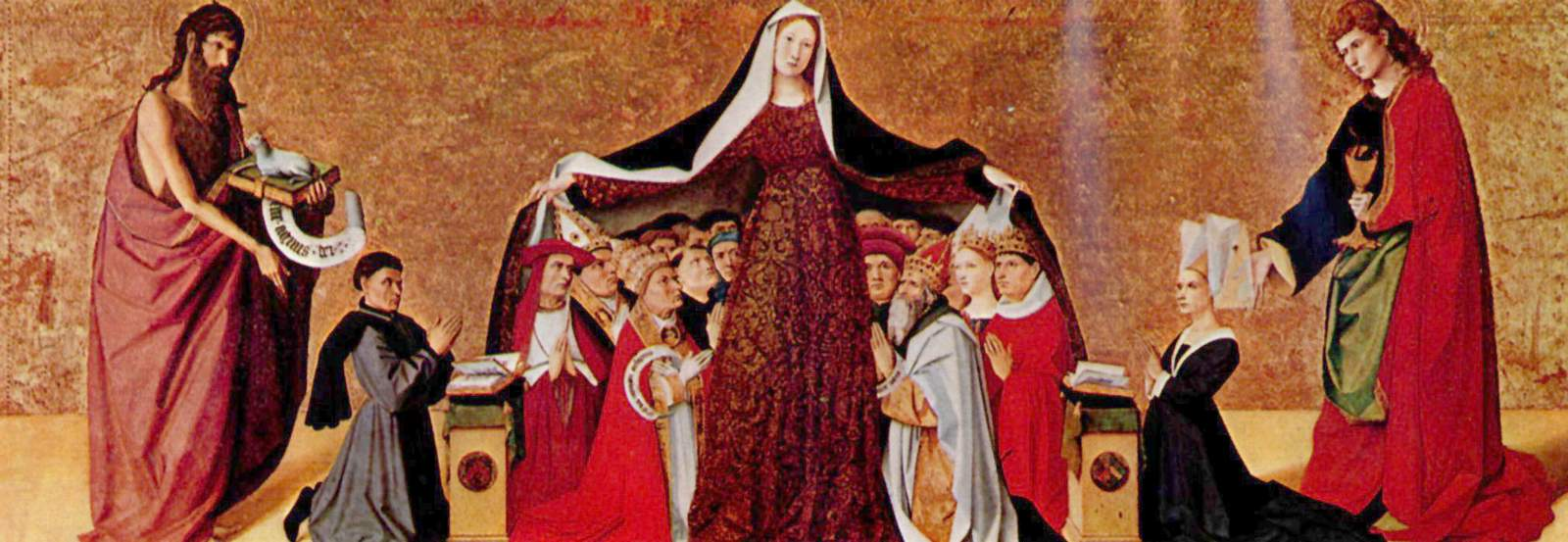
Vergine della Misericordia, Enguerrand Quarton, retablo Cadard, verso il 1444, museo Condé. Immagine di una Chiesa riconciliata con sé stessa.

L'antipapa di Avignone, Benedetto XIII, ritiratosi a Peñíscola nei territori della corona d'Aragona (l'ultimo stato a riconoscerlo), rifiutò di dimettersi anche se oramai quasi privo di ogni appoggio. Morì, pertanto, da antipapa nel 1423. Tre dei suoi ultimi quattro cardinali nominati, elessero come suo successore Gil Sánchez de Muñoz, canonico di Barcellona, con il nome di Clemente VIII. Questo nuovo antipapa dovette, tuttavia, arrendersi ben presto, quando lo stesso re di Aragona Alfonso V passò dalla parte del papa di Roma Martino V.
Jean Carrier, il quarto cardinale, ritenendo illegittima l'elezione di Clemente VIII, il 12 novembre 1425 elesse unilateralmente l'arcidiacono della cattedrale di Rodez, Bernard Garnier, come "papa" a cui impose il nome di Benedetto XIV, provocando così un nuovo scisma, sebbene ultraminoritario e non riconosciuto. Sembra che al rifiuto di Garnier di essere Benedetto XIV, lo stesso Jean Carrier si autoproclamò papa con lo stesso nome di Benedetto XIV. I titoli dei successori di Clemente VIII sono considerati negli antichi testi come “antipapi immaginari” poiché non si svolsero né elezioni né conclavi ufficiali. Nessuno del clero delle Chiese di Roma, Avignone e Pisa e della Corona d'Aragona conferì loro il titolo di Papa e nemmeno quello di Antipapa. Questo scisma perse rapidamente il suo appoggio e i suoi ultimi sostenitori nel clero si sottomisero al Papa di Roma o si estinsero nel 1437.